# Sachwalterverein
Ein Sachwalterverein war ein nicht auf Gewinn ausgerichteter Verein in Österreich, der vom zuständigen Gericht mit der Vertretung von psychisch oder intellektuell beeinträchtigten, erwachsenen Personen beauftragt werden konnte. Seit 1. Juli 2018 werden Sachwaltervereine als Erwachsenenschutzvereine bezeichnet und haben erweiterte Aufgaben.

## Geschichte
1984 hat die Sachwalterschaft die bis dahin übliche „Entmündigung“ (Entmündigungsordnung) abgelöst. Mit der Gesetzesänderung 1990 wurde die übertragene Sachwalterschaft an den Verein als juristische Person gebunden, unabhängig vom Mitarbeiter des Vereins. Hierdurch sollte die Grundlage für ein möglichst flexibles, auch den Interessen der beeinträchtigten Menschen dienendes System geschaffen werden, welche unabhängig von einer einzeln beauftragten Person agieren kann.
Mit dem Unterbringungsgesetz (UbG, 1991) wurde Sachwaltervereinen auch Aufgaben der Patientenanwaltschaft, mit dem Heimaufenthaltsgesetz (HeimAufG, 2005) Aufgaben der Bewohnervertretung und mit dem Sachwalterrechts-Änderungsgesetz 2006 (SWRÄG 2006) so genannte Clearing-Aufgaben im Rahmen der Sachwalterschaft übertragen.
Am 1. Juli 2018 soll der Schutz erwachsener Personen durch die Erwachsenenschutzvereine und das Erwachsenenschutzgesetz nochmals erheblich geändert und verbessert werden.

## Allgemeines zu Vereinssachwalterschaften
Durch die Sachwalterschaft wird einer Person vom zuständigen Gericht die gesetzliche Vertretung für einen erwachsenen Menschen übertragen, wenn dieser aufgrund einer intellektuellen Beeinträchtigung oder psychischen Erkrankung nicht in der Lage ist, seine Angelegenheiten selbst zu erledigen, ohne dabei Gefahr zu laufen, benachteiligt zu werden. Körperliche Behinderungen und Suchtkrankheiten sind keine Gründe für eine Sachwalterschaft.
Als Sachwalter sollen Sachwaltervereine nur dann berufen werden, wenn keine geeignete nahestehende Person für diese Aufgabe zur Verfügung steht oder wenn spezielle Anforderungen mit der betreffenden Sachwalterschaft verbunden sind. Sachwaltervereine können vom Gericht auch als Verfahrenssachwalter eingesetzt werden. Dann vertreten diese in diesem Verfahren die Interessen des Betroffenen und klären ab, ob im jeweiligen Fall ein Sachwalter nötig ist und wie weit dessen Wirkungskreis gefasst sein soll.
In Österreich gibt es vier anerkannte Sachwaltervereine:
- VertretungsNetz (VSP) als größter und bundesländerübergreifend tätiger Verein für Sachwalterschaften, Patientenanwaltschaften, Bewohnervertretungen in den Bundesländern Burgenland, Kärnten, Oberösterreich, Steiermark, Tirol und Wien sowie in den Sprengeln der Bezirksgerichte Gänserndorf, Hollabrunn, Klosterneuburg, Korneuburg, Mistelbach, Tulln, Neumarkt bei Salzburg, Oberndorf, Salzburg und Thalgau,[7]
- Niederösterreichischer Landesverein für Sachwalterschaft und Bewohnervertretung in den Sprengeln der Bezirksgerichte Amstetten, Baden, Bruck an der Leitha, Gmünd in Niederösterreich, Horn, Krems an der Donau, Lilienfeld, Melk, Mödling, Neulengbach, Neunkirchen, Scheibbs, Schwechat, St. Pölten, Waidhofen an der Thaya, Wiener Neustadt und Zwettl,[8]
- Hilfswerk Salzburg für Sachwalterschaft und Bewohnervertretung in den Sprengeln der Bezirksgerichte Hallein, Saalfelden, St. Johann im Pongau, Tamsweg und Zell am See,[9]
- Institut für Sozialdienste (ifs) für Sachwalterschaft, Bewohnervertretung und Patientenanwaltschaft in Vorarlberg[10]

Diese vier Sachwaltervereine können zum Sachwalter bestellt werden. Der Verein muss dem Gericht die Person bekannt geben, welche die Aufgaben der Sachwalterschaft für den konkreten Fall wahrnimmt. Dies sind in der Regel Sozialarbeiter oder Juristen.
Die Eignung eines Vereins, Sachwalter zu sein, hat der Bundesminister für Justiz mit Verordnung festzustellen.
Sachwaltervereine beschäftigen hauptberufliche und ehrenamtliche Vereinssachwalter.

### Clearing
Mit einer Beauftragung durch die zuständigen Gerichte, können diese vor der Bestellung eines Sachwalters abklären, ob und welche Alternativen es im konkreten Fall geben könnte (Clearing – bis 1. Juli 2018 – nur eingeschränkt bei wenigen Bezirksgerichten in Österreich möglich).
Rechtsgrundlage für das Clearing ist § 4 VSPBG. Danach haben die Vereine Personen und Stellen, die die Bestellung eines Sachwalters anregen, über das Wesen der Sachwalterschaft und mögliche Alternativen zu informieren, im Vorfeld oder im Rahmen eines Sachwalterbestellungsverfahrens (insb. auf Ersuchen des Gerichts) abzuklären, welche Angelegenheiten zu besorgen sind, ob Alternativen zur Sachwalterbestellung bestehen und ob nahe stehende Personen als Sachwalter in Frage kommen, sowie zum Sachwalter bestellte nahe stehende Personen bei der Wahrnehmung der Sachwalterschaft zu beraten.

### Finanzierung
Zur effektiven und effizienten Wahrnehmung dieser im öffentlichen Interesse liegenden Aufgaben besteht eine Finanzierung der Sachwaltervereine durch den Staat. Im Jahr 2007 förderte Österreich die vier Sachwaltervereine mit insgesamt EURO 23.820.000. Im Jahr 2008 bereits mit EURO 27.882.000 und im Jahr 2009 mit EURO 29.218.000. Der Förderbeitrag sank 2010 gering auf EURO 28.572.000. Mit Sonderrichtlinien regelt das Bundesministerium für Justiz als Förderungsgeber im Sinne des § 5 der Allgemeinen Rahmenrichtlinien für die Gewährung von Förderungen aus Bundesmitteln, die Ziele und Rahmenbedingungen der Förderung der Sachwaltervereine.
Bedingt durch die Förderung der Sachwaltervereine durch das Bundesministerium für Justiz ist der Rechnungshof berufen, Abwicklung sowie die Verwendung der Fördermittel durch die Vereine hinsichtlich Ordnungsmäßigkeit, Zweckmäßigkeit und Wirtschaftlichkeit zu beurteilen.

## Vereinssachwalter
Vereinssachwalter sind die Sachwalter, die im Rahmen von Sachwaltervereinen tätig werden. Es wird in hauptberufliche und ehrenamtliche Vereinssachwalter unterschieden. Hauptberufliche Vereinssachwalter sind in der Regel für Verfahrenssachwalterschaften und die zeitlich aufwändigen bzw. fachlich schwierigen Sachwalterschaften zuständig. Ehrenamtliche Vereinssachwalter sind für jene Sachwalterschaften zuständig, bei denen es in erster Linie um eine längerfristige persönliche Beziehung zum Betroffenen geht. Ehrenamtliche Vereinssachwalter werden von den Sachwaltervereinen ausgebildet. Ehrenamtlichen Mitarbeiter können vom Verein eine Aufwandspauschale erhalten. Sie sind in der Regel haftpflicht- und unfallversichert.
Die im Rahmen der Vereine tätigen Sachwalter, Patientenanwälte und sonstigen Personen sind, außer dem Pflegschafts- oder Unterbringungsgericht, jedermann gegenüber zur Verschwiegenheit über die in Ausübung ihrer Tätigkeit gemachten Wahrnehmungen verpflichtet, soweit die Geheimhaltung im Interesse der Betroffenen erforderlich ist und nicht diese selbst eine Auskunftspflicht trifft. Die Verletzung der Verschwiegenheitspflicht ist ebenso zu bestrafen wie eine verbotene Veröffentlichung (§ 301 StGB).
Von den Vereinen namhaft gemachte Sachwalter haben den Pflegebefohlenen gegenüber keinen Anspruch auf Ersatz der Barauslagen und auf Belohnung. Diese Ansprüche stehen dem Verein zu und über die Höhe entscheidet auf Antrag des Vereins das Pflegschaftsgericht.
Neben Sachwaltervereinen können auch nahestehende Personen, Rechtsanwälte, Notare oder andere geeignete Personen als Sachwalter vom zuständigen Gericht beauftragt werden.

## Rechtsgrundlage
Rechtsgrundlage für die Sachwaltervereine und die Vereinssachwalterschaft ist das Bundesgesetz über Vereine zur Namhaftmachung von Sachwaltern, Patientenanwälten und Bewohnervertretern sowie die hierzu ergangenen Verordnungen und Richtlinien. Mit 1. Juli 2018 wird dieses Gesetz zum Bundesgesetz über Erwachsenenschutzvereine. Die Erwachsenenschutzvereine treten mit dem Inkrafttreten des neuen Gesetzes ex lege an die Stelle der bis dahin bestehenden Sachwaltervereine.